# April Wine
April Wine es un grupo de Rock canadiense formado a finales del año 1969. Fue introducido en el Salón de la Fama del Rock por ser uno de los mayores exponentes del Rock en Canadá, y un grupo veterano a nivel universal.
La banda tiene muchos álbumes con calificación dorada y platino, de los más de 20 álbumes de estudio que han grabado a lo largo de su carrera. El álbum Electric Jewels, apareció en el Top 100 Álbumes Canadienses, sobre el puesto número 73. 

## Mejores temas
| Año  | Canción                                       | CAN | U.S. | UK |
| ---- | --------------------------------------------- | --- | ---- | -- |
| 1971 | "Fast Train"                                  | 38  | —    | —  |
| 1972 | "You Could Have Been a Lady"                  | 5   | 32   | —  |
| 1972 | "Bad Side of the Moon"                        | 16  | —    | —  |
| 1972 | "Drop Your Guns"                              | 34  | —    | —  |
| 1973 | "Lady Run, Lady Hide"                         | 19  | —    | —  |
| 1973 | "Weeping Widow"                               | 40  | —    | —  |
| 1974 | "Electric Jewels"                             | 84  | —    | —  |
| 1974 | "I'm on Fire for You Baby"                    | 64  | —    | —  |
| 1974 | "I Wouldn't Want to Lose Your Love"           | 17  | —    | —  |
| 1975 | "Tonight is a Wonderful Time to Fall in Love" | 5   | —    | —  |
| 1975 | "Cum Hear the Band"                           | 29  | —    | —  |
| 1975 | "Oowatanite"                                  | 11  | —    | —  |
| 1976 | "The Whole World's Goin' Crazy"               | 5   | —    | —  |
| 1976 | "Gimme Love"                                  | 33  | —    | —  |
| 1976 | "Like a Lover, Like a Song"                   | 49  | —    | —  |
| 1977 | "Forever for Now"                             | 45  | —    | —  |
| 1977 | "You Won't Dance With Me"                     | 6   | —    | —  |
| 1978 | "Rock and Roll is a Vicious Game"             | 27  | —    | —  |
| 1978 | "Comin' Down Right on Top of Me"              | 46  | —    | —  |
| 1979 | "Roller"                                      | 24  | 34   | —  |
| 1979 | "Get Ready for Love"                          | 79  | —    | —  |
| 1980 | "Say Hello"                                   | 34  | —    | —  |
| 1980 | "I Like to Rock"                              | 75  | 86   | 41 |
| 1981 | "Just Between You and Me"                     | 6   | 21   | 52 |
| 1981 | "Sign of the Gypsy Queen"                     | 40  | 57   | —  |
| 1982 | "Enough is Enough"                            | 8   | 50   | —  |
| 1982 | Tell Me Why"                                  | 46  | —    | —  |
| 1984 | "This Could Be the Right One"                 | —   | 58   | —  |
| 1985 | "Rock Myself to Sleep"                        | —   | —    | —  |
| 1985 | "Love Has Remembered Me"                      | 89  | —    | —  |
| 1993 | "If You Believe in Me"                        | 19  | —    | —  |
| 1993 | "Here's Lookin' at You Kid"                   | 80  | —    | —  |
| 1993 | "That's Love"                                 | 73  | —    | —  |
| 1993 | "Voice in My Heart"                           | 35  | —    | —  |
|      | Todos los éxitos                              | 32  | 7    | 2  |
|      | Top 40                                        | 21  | 3    | —  |

## Discografía

### Trabajos de Estudio
| - April Wine (1971) - On Record (1972) - Electric Jewels (1973) - Stand Back (1975) - The Whole World's Goin' Crazy (1976) - Forever for Now (1977) | - First Glance (1978) - Harder... Faster (1979) - The Nature of the Beast (1981) - Power Play (1982) - Animal Grace (1984) - Walking Through Fire (1986) | - Attitude (1993) - Frigate (1994) - Back to the Mansion (2001) - Roughly Speaking (2006) |

### Recopilaciones
| - Greatest Hits (1979) - The Best of April Wine: Rock Ballads (1981) - Review and Preview (1981) - The Hits (1987) - All the Rockers (1987) | - We Like to Rock (1988) - The First Decade (1989) - Oowatanite (1990) - The April Wine Collection (1992) - Champions of Rock (1996) | - Rock Champions (2000) - Classic Masters (2002) - Best of April Wine (2003) - April Wine Rocks! (2006) - The Hard & Heavy Collection (2009) |

### Trabajos en vivo
| - Live! (1974) - Live at the El Mocambo (1977) - Ladies Man EP (1980) | - One for the Road (1985) - Greatest Hits Live 1997 (1997) - I Like to Rock (2002) | - Greatest Hits Live 2003 (2003) - Live in London (audio CD) (2009) |

### Video/DVD
- Live in London (concierto en directo) (1981)
- From the Front Row... Live! (DVD-Audio) (2003)

## Miembros actuales
- Myles Goodwyn - Cantante, guitarra
- Brian Greenway - Coro, guitarra
- Breen LeBoeuf - bajo
- Blair Mackay - Batería